# Argyrosauridae
Argyrosauridae („argyrosauridi“) byla čeleď obřích titanosaurních sauropodů, tedy velkých býložravých dinosaurů. Jejich fosilní pozůstatky známe v současnosti pouze z Jižní Ameriky a severní Afriky, a to ze sedimentů pocházejících z počátku období svrchní křídy (geologické věky cenoman až turon, asi před 100 až 90 miliony let). Tuto čeleď stanovili paleontologové Jeffrey A. Wilson a Paul C. Sereno v roce 1998.

## Zástupci

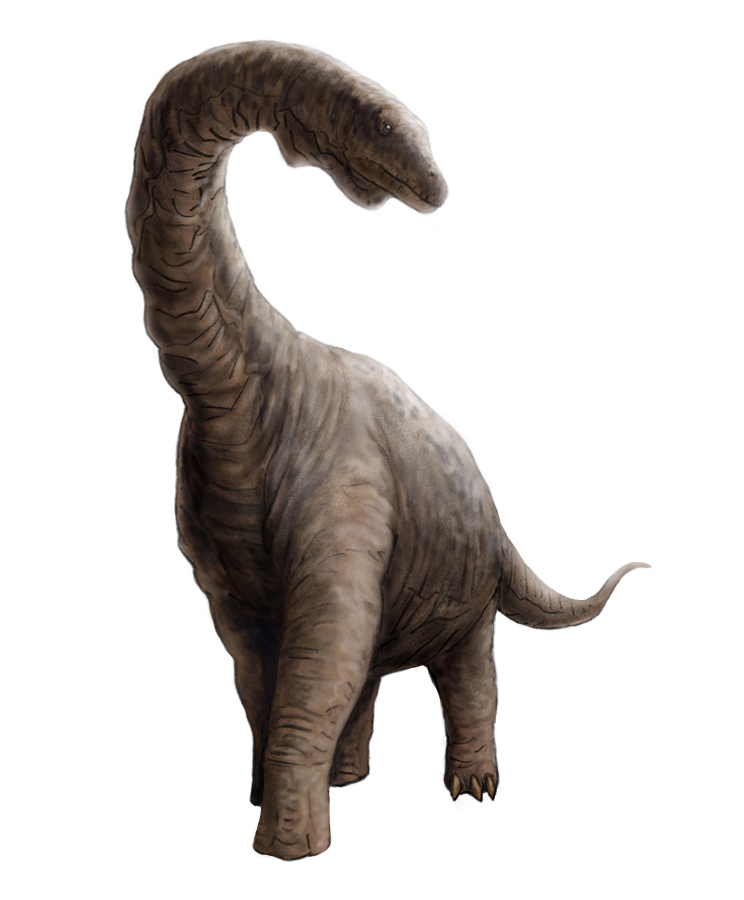
Argyrosaurus superbus - rekonstrukce.

Do čeledi argyrosauridů dnes řadíme pouze dva známé a formálně popsané rody, jedním je argentinský Argyrosaurus, formálně popsaný britským paleontologem Richardem Lydekkerem již roku 1893, a druhým Paralititan z Egypta, popsaný roku 2001 mezinárodním vědeckým týmem. Jedná se o monofyletickou skupinu, jak ukázala vědecká studie z roku 2012.

## Rozměry

Porovnání velikosti paralititana a dospělého člověka.

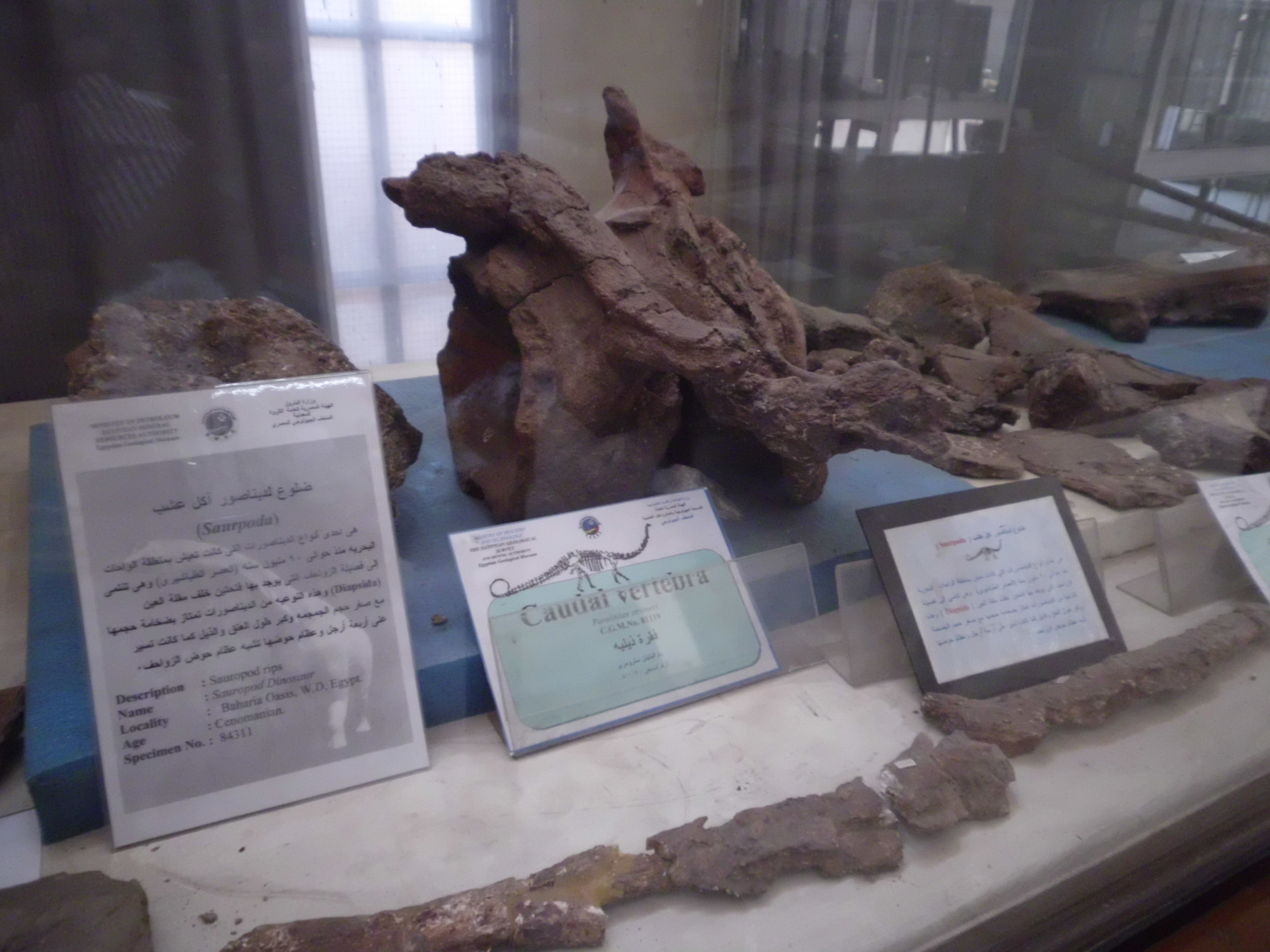
První ocasní obratel paralititana v muzejní expozici.

V případě druhu Argyrosaurus superbus se jednalo o obrovského sauropoda. Dosahoval délky až 28 metrů, výšky kolem 8 metrů a hmotnosti kolem 42 tun, byl tedy jedním z největších známých suchozemských živočichů všech dob. Některé odhady velikosti běžných exemplářů argyrosaura jsou však podstatně nižší - délka pouze asi 17 metrů a hmotnost 12 tun.
Paralititan stromeri byl podobně velký, ačkoliv jeho 169 cm dlouhá pažní kost (humerus) patřila dosud nedospělému a plně nedorostlému jedinci. I tak byl tento sauropod dlouhý až okolo 32 metrů. Odhadovaná hmotnost paralititana činila asi 50. Podstatně nižší odhady nabízí opět Gregory S. Paul, a to délku jen lehce přes 20 metrů a hmotnost zhruba 20 tun.